# نادي الشورجة
نادي الشورجة الرياضي هو فريق كرة قدم عراقي مقره في كركوك، يلعب في الدوري العراقي الدرجة الثانية والدوري الكردستاني الممتاز.

## روابط خارجية
- أندية العراق - تواريخ التأسيس